# Монклова (муниципалитет)
Монклова (исп. Monclova) — муниципалитет в Мексике, штат Коауила, с административным центром в одноимённом городе. Численность населения, по данным переписи 2020 года, составила 237 951 человек.

## Общие сведения
Название Monclova дано в честь герцога Монкловского, епископа Гвадалахары, сеньора Сантьяго де Леона Гаравито.
Площадь муниципалитета равна 1252 км², что составляет 0,83 % от площади штата, а наивысшая точка — 760 метров, расположена в поселении Монклова-Тритурадос-и-Калисас.
Он граничит с другими муниципалитетами штата Коауилы: на севере с Абасоло, на востоке с Канделой, на юге с Кастаньосом, и на западе с Фронтерой.

## Учреждение и состав
Муниципалитет был образован в 1827 году, в его состав входит 110 населённых пунктов, самые крупные из которых:
| Код INEGI                  | Населённый пункт                                                                                      | Численность населения (2005 год) | Численность населения (2010 год) | Численность населения (2020 год) |
| -------------------------- | --- | -------------------------------- | -------------------------------- | -------------------------------- |
| 018                        | Всего                                                                                                 | 200160                           | 216206                           | 237951                           |
| 0001                       | Монклова (исп. Monclova) 26°54′04″ с. ш. 101°25′02″ з. д. (административный центр)                    | 198819                           | 215271                           | 237169                           |
| 0021                       | Эль-Оро (Нуэво-Побладо-эль-Оро) (исп. El Oro (Nuevo Poblado el Oro)) 26°55′44″ с. ш. 101°17′14″ з. д. | 123                              | 186                              | 178                              |
| 0036                       | Салитрильос (исп. Salitrillos (Yucatán)) 26°51′08″ с. ш. 101°06′31″ з. д.                             | 88                               | 84                               | 81                               |
| 0051                       | Лас-Кинтас (исп. Las Quintas) 26°59′04″ с. ш. 101°22′29″ з. д.                                        | 17                               | 37                               | 52                               |
| —                          | Прочие                                                                                                | 1113                             | 628                              | 471                              |
| Названия на карте Генштаба | |                                  |                                  |                                  |

## Экономическая деятельность
По статистическим данным 2000 года, работоспособное население занято по секторам экономики в следующих пропорциях:
- сельское хозяйство, скотоводство и рыбная ловля — 0,9 %;
- промышленность и строительство — 39,6 %;
- торговля, сферы услуг и туризма — 56,1 %;
- безработные — 3,3 %.

## Инфраструктура
По статистическим данным 2010 года, инфраструктура развита следующим образом:
- электрификация: 99,3 %;
- водоснабжение: 98,9 %;
- водоотведение: 97,9 %.